# Височа
Височа (алб. Visoçë) је насељено место у општини Тропоја у округу Кукеш, Албанија. Према попису из 1989. године Височа и насеље Бериша су имали 557 становника.
Височа су једно од насеља племена Битићи.